# 阿道夫·内夫
阿道夫·内夫（1883年5月1日—1949年5月11日）是一位瑞士动物学家和古生物学家，毕业于苏黎世大学，专攻头足纲的系統分類學。